# Manuel Soubeyrand
Manuel Soubeyrand (* 23. August 1957 in Köln; † 27. Dezember 2022 in Bad Oeynhausen) war ein deutscher Theaterintendant und -regisseur sowie Schauspieler.

## Werdegang
Manuel Soubeyrand wurde als Sohn des Schauspielers Jean Soubeyran und dessen Frau Brigitte Soubeyran 1957 in Köln geboren. Ein Jahr nach seiner Geburt siedelte seine Mutter mit ihm in die damalige DDR nach Ost-Berlin über und lebte mit Wolf Biermann zusammen. Dort arbeitete Manuel Soubeyrand nach dem Abitur als Bühnenarbeiter an der Volksbühne Berlin. Von 1979 bis 1982 studierte er an der Staatlichen Schauspielschule in Ost-Berlin. Danach hatte er ein Engagement als Schauspieler von 1982 bis 1993 beim Berliner Ensemble. Neben seiner Theatertätigkeit übernahm er Hauptrollen in den DEFA-Spielfilmen Der Hut des Brigadiers und Schwein gehabt. Ab 1988 war er Gastdozent an der Hochschule für Schauspielkunst „Ernst Busch“ Berlin und ab 1994 Gastdozent an der Hochschule für Musik und Theater „Felix Mendelssohn Bartholdy“ Leipzig.
Ab 1993 arbeitete er zudem als freischaffender Regisseur. Er wurde im Jahr 2000 an das Schauspiel in Chemnitz als Schauspieldirektor und Chefregisseur engagiert. Ab der Spielzeit 2004/2005 war er Intendant der Württembergischen Landesbühne Esslingen. Von 2014 bis 2022 war er Intendant der Neuen Bühne in Senftenberg. Ab Wintersemester 2022/2023 lehrte er als Gastprofessor an der Folkwang Universität der Künste in Essen.
Er starb Ende Dezember 2022 an den Spätfolgen einer SARS-CoV-2-Infektion.

## Filmografie (Auswahl)
- 1981: Furcht und Elend des Dritten Reiches
- 1985: Der Hut des Brigadiers
- 1988: Schwein gehabt
- 1989: Großer Frieden (Theateraufzeichnung)
- 1991: Polizeiruf 110: Der Riß

## Hörspiele
- 1987: Halina Gòrska: Die Blume des Amethyst (Ritter) – Regie: Manfred Täubert (Kinderhörspiel – Rundfunk der DDR)
- 1989: Brüder Grimm: Sechse kommen durch die ganze Welt (Soldat Sebastian Spinnig) – Regie/Bearbeitung: Peter Brasch (Kinderhörspiel – Litera)
- 1991: Mirjana Buljan: Der siebente Bruder (3. Bruder) – Regie: Barbara Plensat (Hörspiel – Funkhaus Berlin/ORF)